# Баштанка
Башта́нка (МФА: [bɐʃˈtankɐ]; до 1928 року — Полтавка) — місто на півдні України, адміністративний центр Баштанської міської громади та Баштанського району Миколаївської області.

## Географія
Місто Баштанка розташоване за 66 км від обласного центру, у Причорноморській низовині, на березі річки Балка Баштанка,  у східній частині Миколаївщини. Найближча залізнична станція Явкине (за 11 км). Через місто пролягає автошлях національного значення Н11 (Дніпро — Кривий Ріг — Миколаїв).

## Клімат
У місті помірно континентальний клімат. Середня температура січня становить –3 °С, липня — +24 °С. Середньорічна кількість опадів — близько 515 мм.
| Кліматограма Баштанки | Кліматограма Баштанки | Кліматограма Баштанки | Кліматограма Баштанки | Кліматограма Баштанки | Кліматограма Баштанки | Кліматограма Баштанки | Кліматограма Баштанки | Кліматограма Баштанки | Кліматограма Баштанки | Кліматограма Баштанки | Кліматограма Баштанки |
| --- | --------------------- | --------------------- | --------------------- | --------------------- | --------------------- | --------------------- | --------------------- | --------------------- | --------------------- | --------------------- | --------------------- |
| С | Л                     | Б                     | К                     | Т                     | Ч                     | Л                     | С                     | В                     | Ж                     | Л                     | Г                     |
| 39 1 −5 | 32 3 −4               | 40 9 −1               | 42 16 5               | 54 23 11              | 63 27 16              | 46 29 19              | 40 29 18              | 46 23 13              | 35 15 7               | 39 8 2                | 39 3 −2               |
| Середня макс. і мін. температури повітря (°C) Атмосферні опади (мм), за рік : 515 мм. Джерело: «Climate-Data.org» (англ.) |                       |                       |                       |                       |                       |                       |                       |                       |                       |                       |                       |

## Назва
У 1928 році село Полтавка перейменоване в Баштанку, після проведення адміністративної реформи в середині 1920-х років, коли потрібно було розрізняти Полтавський район (30 вересня 1925 року Супрунівський район було перейменовано на Полтавський) Полтавської округи Полтавської губернії і Полтавський (Баштанський) район Миколаївської округи Одеської губернії, створений 29 вересня 1926 року.  
З середини ХІХ століття з метою  розрізнення численних на той час Полтавок поселення набуває ускладненої назви (з розрізненим членом Баштанка – за назвою балки): Полтавка-Баштанка; або з подвійною назвою в дужках: Полтавка (Баштанка). 
У 2019 році УІНП додавав місто до переліку населених пунктів, які мають бути перейменовані, відповідно Закону України про декомунізацію.

## Історія
Територія, на якій розташоване м. Баштанка, в XVIII столітті належала до земель Вольності Війська Запорозького, адміністративно-територіальної одиниці Бугогардівська паланка Військо Запорозьке Низове, на кордоні між Османська імперія та анексованими Російська імперія землями укладеним договором 1740 року, та ще раніше 1705 року. 
За картою італійського картографа Джованні Антоніо Ріцці Дзанноні «Carte de la Pologne: Divisée par provinces et palatinats et subdivisée par districts, construite d'après quantité d arpentages d observations, et de mesures prises sur les lieux», складеною 1767 року, один з аркушів якої представляє Надчорномор’я, в тому місці, де нині знаходиться Балка Баштанка, позначено латиницею струмок і озеро «Jaioro-Umarle» (Єзєро-Умарле), на берегах якого відмічено поселення. Перше слово позначає озеро, а наступне умарле – з тюрксько-арабської перекладається як «озеро з зарадою», «озеро надії» (виходом зі скрути, похідного від слова зарадити, тюрксько-арабське умар+лє). Це можна пояснити тим, що в Степу вода мала вагоме значення, особливо коли він ставав довкола пересохлим і безводним, і це місце з водою ставало відрадою для спраглих людей і тварин на переході. Можливо, до цього часу слід також відносити виникнення топоніму Балка Баштанка, кримсько-татарського та караїмського походження цього слова від «бостан» (сад, город), за заняттям місцевих жителів поселення.
Через поселення пролягав військово-торгівельний шлях, так званий Королівський або Нижній Гардівський, що далеко тягнувся із заходу – території Польщі через Запорізький Гард, на схід до Великий Луг, до Запорозька Січ, а далі спускався до Криму .  
На початок ХІХ століття імперський уряд розпочинає новий виток колонізації Степу. Керівництво Херсонської губернії, яка була створена 1802 року, проводить ревізію земель, більшість яких була у власності поміщиків. Територія, на якій нині знаходиться м. Баштанка, належала до «пустопорожньої казенної землі» і підлягала заселенню державними селянами, про що свідчать Відомості Херсонського повіту з казенними і поміщицькими поселеннями, датовані 1806 роком. Навколишні землі вже знаходилися в приватній власності військових чинів: бригадира Олександра Лаврентійовича Соколова, генерал-лейтенанта Єгора Аврамовича Булгакова, генерал-лейтенанта Енгельгардт Василь Васильович.
За програмою уряду в Херсонський повіт відбувається переселення охочих людей на вільні державні землі, в переважаючій кількості саме з Полтавщини, та надання переселенцям дозволів на виділення та користування землею.
Державний канцлер внутрішніх справ Російської імперії Кочубей Віктор Павлович писав в серпні 1806 року малоросійському губернатору князю Куракін Олексій Борисович не чинити перешкод вільним селянам та козакам переселятися в Степ: «Вони (переселенці), які були вже на вибраних ними землях, знають абсолютно про положення і вигоди по достатку для поселення, хліборобства і скотарства земель, що для продовження шляху туди має кожен господар власні повозки, волів, коней, гроші і все потрібне для обзаведення на нових місцях; і що маючи намір продати на місцях зайву худобу, власні споруди з садибами, і непотрібне майно, а останнє взяти з собою і частину хліба, і не вимагаючи від казни ніякої допомоги, просячи тільки, щоб дозвіл на переселення був наданий начальством без затримки, бо деякі з них за нестачею землі з давніх часів обзавелися вже хліборобством в тих місцях, куди бажають переселитися..» 
Про переселенців — вільних козаків з Полтавщини, Лубенського повіту на Балку Баштанка можна прочитати в листі малоросійського губернатора Лобанов-Ростовський Яків Іванович міністру внутрішніх справ 2 лютого 1812 року: «з Лубенського повіту Полтавської губернії містечка Оржиця, хутору (слово в документі нерозбірливо) 66 чоловіків-козаків та казенних селян побажали переселитися на проживання в Херсонську губернію, того ж повіту, поселення Полтавське, де на поселення їхнє є достатньо кількості землі і на направлення їх туди Херсонська казенна палата згодна» .
За картою «Планъ с. Полтавки Округа Бугскаго уланскаго полка съ начертаніемъ раздъленія полей», яка була складена за межовими книгами 1817 року та використана для перепланування надалі під військове поселення, поселення Полтавка розкинулося в балці Баштанка (відрогу балки Злодійки) та прилеглих до неї вибалків з водою та джерелами. Схили яких були усіяні земельними наділами з розміщеними на них близько 180 житлами-землянками, 8 млинами-вітряками, двома ставами з греблями. В центральній частині поселення – позначено у плані хреста церкву, а трохи вище і кладовище. За даними цієї карти на території сучасного м. Баштанка знаходилися такі балки-вибалки з власними назвами, як Борсукова, Пружникова та Чумакова балка. 

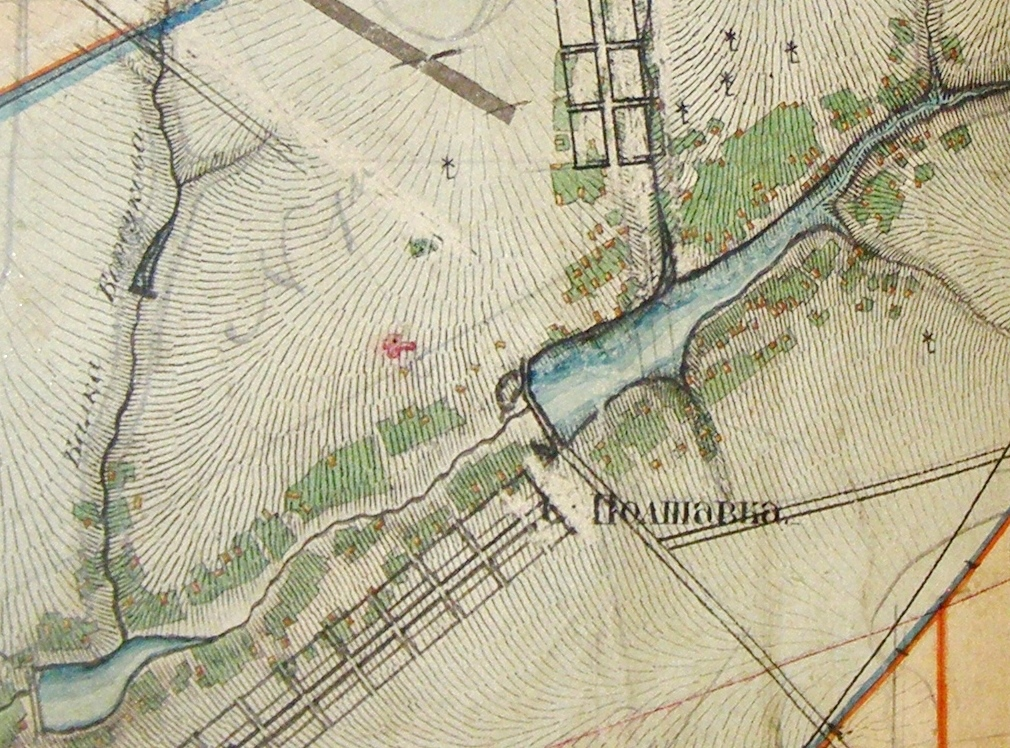
Фрагмент карти с.Полтавка 1817 року

В кінці 1820-х років поселення стає військовим поселенням і входить до 1-го полку Бузька уланська дивізія. На 1830 рік в Полтавці нараховувалося 214 дворів, проживало 1216 осіб. 
У XIX столітті Баштанка була центром Полтавської волості Херсонського повіту Херсонської губернії.
Станом на 1886 рік в Баштанці мешкало 2846 осіб, налічувалось 702 подвір'їв, діяла православна церква, село мало земську поштову станцію, 12 лавок. Щороку в селі влаштовувалися два ярмарки, щопонеділка працював базар.
З  1899 року в с. Полтавка діяв народний театр, який організував начальник поштового відділення К.І. Балафатов, з числа охочих службовців та селян. Трупа складалася з 12 постійних акторів. Ставилися вистави: «Козаче серце», «Бог не без милості, козак не без щастя», «Бувальшина», «Замордований Марко», але разом з тим були вже спроби поставити і більш серйозні і доволі літературні п’єси, як наприклад «Розумний і дурень» Іван Карпенко-Карий і «По ревізії» Кропивницький Марко. Театр охоче відвідували не тільки місцеві селяни, але і населення сусідніх сіл . 
В 1904 р. в с. Полтавка Боровик Дмитро Миронович організував гурток Революційна українська партія (РУП), до якого увійшли видні і розвинуті селяни, зокрема: Кіндрат Дерило, Семен Дениско, Феодосій Ус, Григорій Змієвський, Феофан Балдук, Артем Бойченко, Савелій Гростер, Максим Книжник, Захарій Єсипенко, Кіндрат Гливенко (вчитель), Цибулкін (ветлікар) та ін. 1906 року органами поліції було розгромлено гурток, більшість членів заарештовано, та заслано в Вологодську та Архангельску губернії .
У роки Української революції (1917—1921) село Полтавка було центром антиденікінського селянського повстання, коли була проголошена Баштанська республіка. 

З 1926 року Баштанка є районним центром однойменного району.

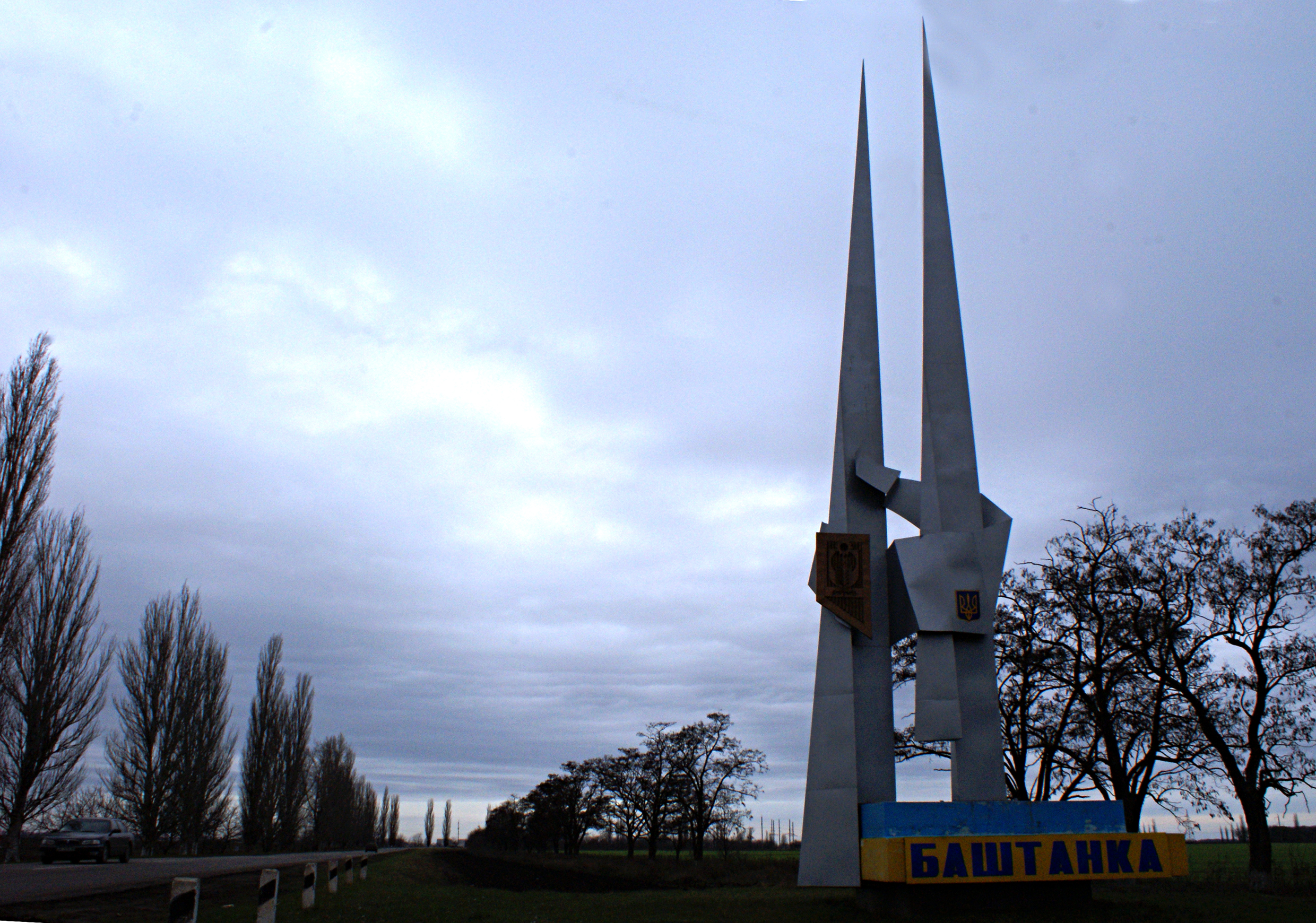
Стела біля селища Баштанка, що нагадує повстанську Баштанську республіку

У 1963 році Баштанка отримало статус селища міського типу, а 1987 року — статус міста районного значення.
12 червня 2020 року, згідно з розпорядженням Кабінету Міністрів України № 719-р «Про визначення адміністративних центрів та затвердження територій територіальних громад Миколаївської області», утворено та затверджено склад Баштанської міської громади.
17 липня 2020 року, в результаті адміністративно-територіальної реформи, місто набуло статусу адміністративного центру новоутвореного Баштанського району.

### Російсько-українська війна
1 березня 2022 року Територіальна оборона та мешканці міста вступили в бій із російськими окупантами. Внаслідок бою по захисту міста загинуло 6 вояків Територіальної оборони. В ніч з 1 на 2 березня російські війська колоною вирушили на місто Баштанка зі сторони Березнегуватого. Військовослужбовці місцевого батальйону ТрО ухвалили рішення зробити засідку в селі Добре, на переїзді залізничної станції Явкине. Після утворення затору їх було б легко знищити, тому туди відправили трьох військових на трофейній автівці. За твердженням очевидців (працівників Явкинського елеватора), після пострілу гранатометів колона зупинилась і повернула в бік станції Лоцкине. Так звичайними трьома бійцями ТрО було змінено маршрут наступу, що запобігло окупації районного центру. 2 березня 2022 року мешканці Баштанки не дали шансу російським окупантам захопити місто, а також знищили комплекс «Панцир-С». За 11 днів війни вояки тероборони Баштанки знищили три СЗРГК «Панцир» окупантів
З метою здійснення прориву росіяни постійно проводили бомбардування міста, переважно системами залпового вогню «Град» та «Ураган». Також були поодинокі випадки застосування систем «Смерч» і ракет «Торнадо-С». 13 березня 2022 року, у вихідний день, місто зазнало авіаудару. Знищено чималу кількість будинків та нежитлових приміщень. Були жертви серед місцевих мешканців.
19 квітня 2022 року внаслідок ракетного удару було пошкоджено міську районну лікарню. 5 липня 2022 року російські окупанти завдали по місту 6 ракетних ударів, три з них були збиті ППО, решта пошкодили будинок адміністрації та сирзавод.
Загалом після обстрілів міста та громади залишилася дуже велика кількість вибухонебезпечних предметів, які становили велику загрозу для населення міста та району. За словами місцевих мешканців, першим за розмінування взявся місцевий житель Сергій Коряка, який мав досвід із попередньої служби в миротворчому підрозділі з розмінування в ООН.

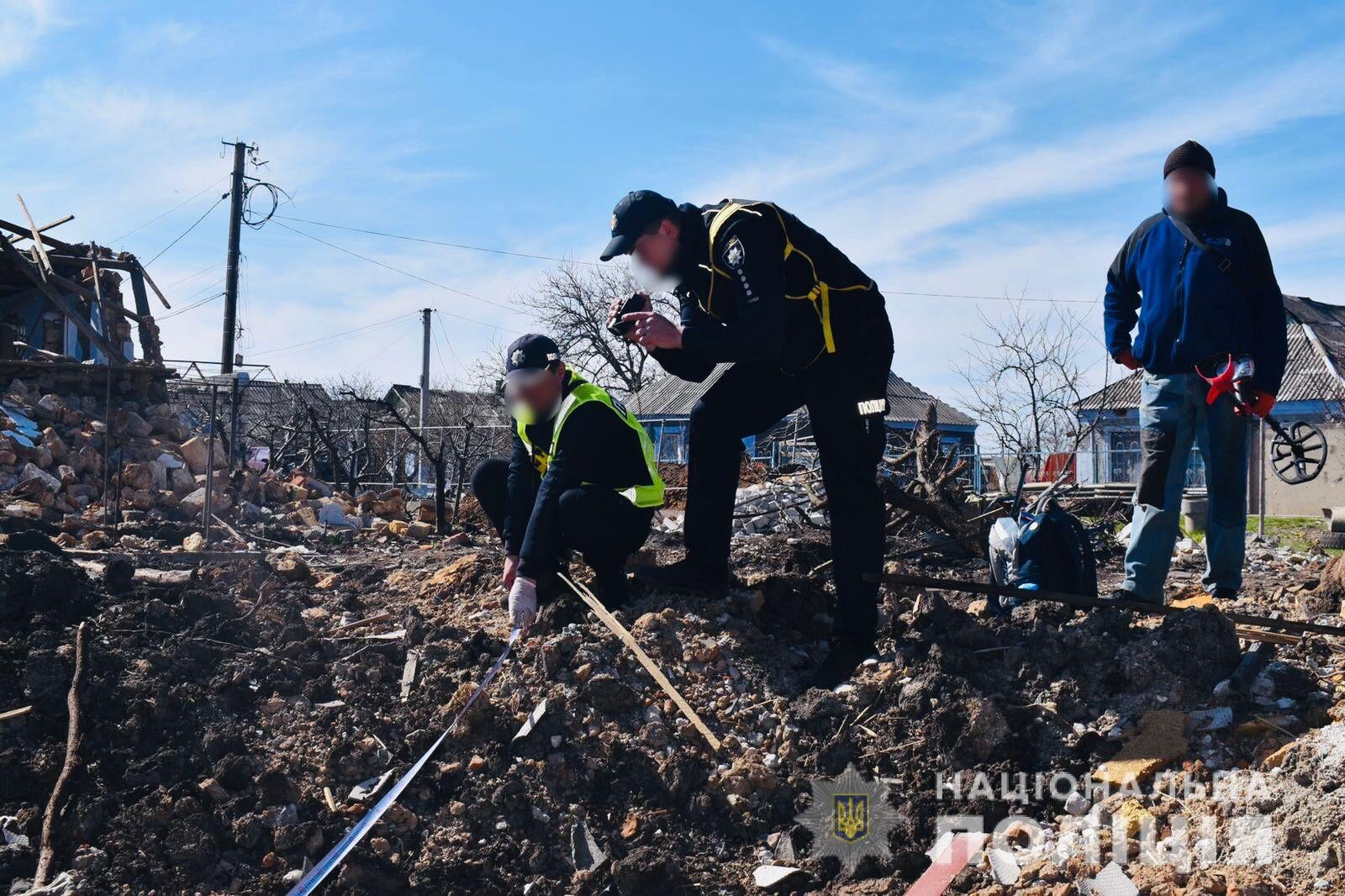
Наслідки бомбардування рашистами
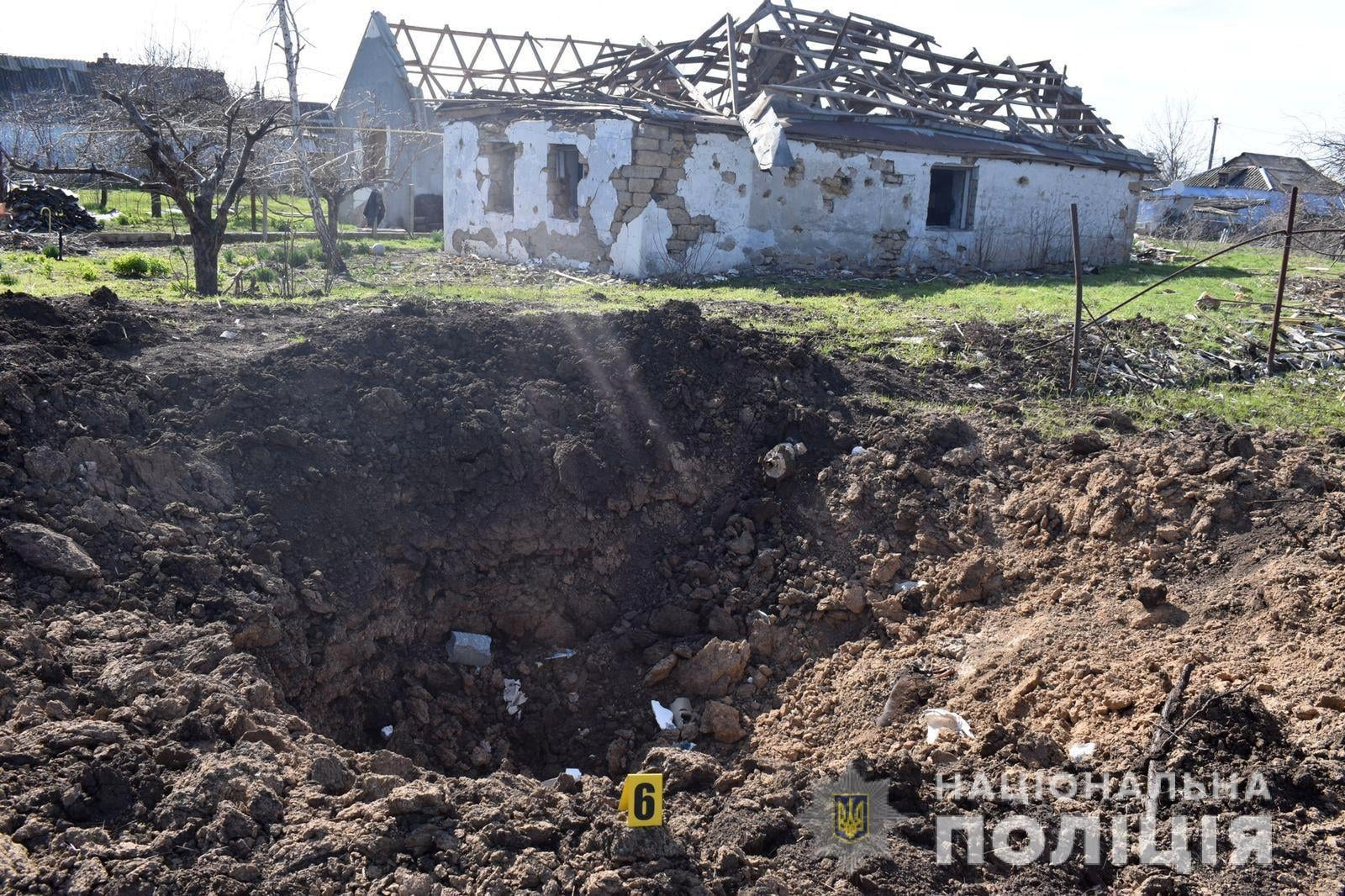
Наслідки обстрілу (12 березня 2022)
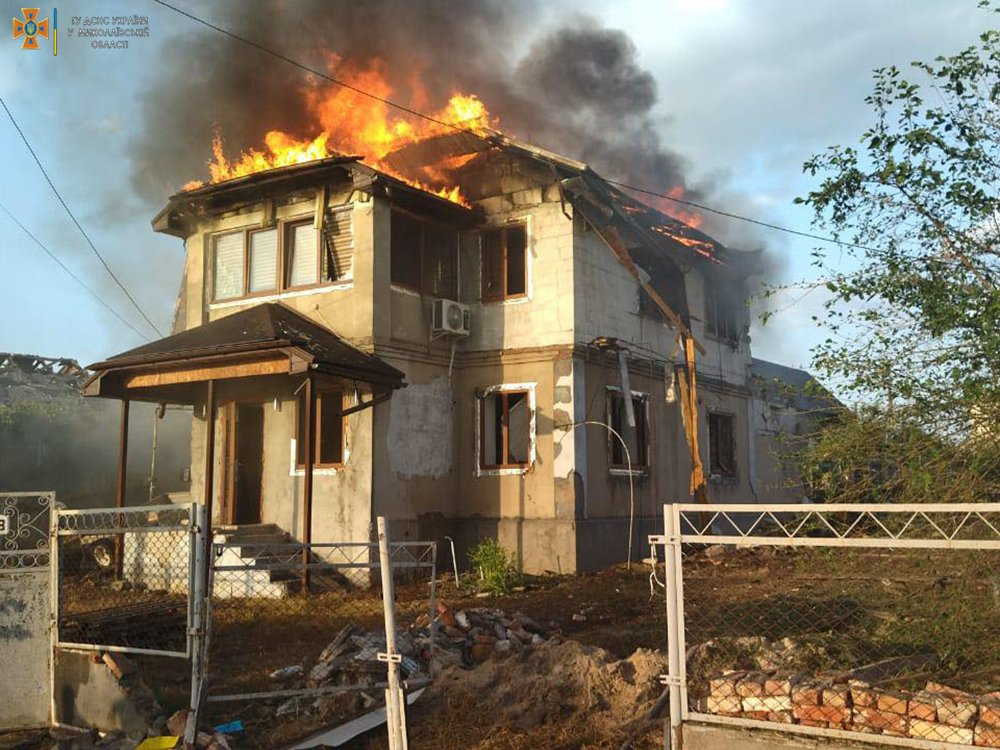
Наслідки артобстрілу міста рашистами (21 серпня 2022)

## Населення

### Національний склад
Національний склад населення за даними перепису 2001 року:
| Національність  | Відсоток |
| --------------- | -------- |
| українці        | 93,67%   |
| росіяни         | 4,30%    |
| білоруси        | 0,86%    |
| молдовани       | 0,40%    |
| вірмени         | 0,27%    |
| болгари         | 0,10%    |
| інші/не вказали | 0,40%    |

### Мовний склад
Рідна мова населення за даними перепису 2001 року:
| Мова            | Чисельність, осіб | Відсоток |
| --------------- | ----------------- | -------- |
| Українська      | 12 422            | 95,03%   |
| Російська       | 535               | 4,09%    |
| Румунська       | 38                | 0,29%    |
| Білоруська      | 31                | 0,24%    |
| Вірменська      | 25                | 0,19%    |
| Болгарська      | 5                 | 0,04%    |
| Гагаузька       | 5                 | 0,04%    |
| Угорська        | 2                 | 0,02%    |
| Грецька         | 1                 | 0,01%    |
| Інші/Не вказали | 8                 | 0,05%    |
| Разом           | 13 072            | 100%     |

## Економіка
- ЗАТ «Баштанський сирзавод».

## Інфраструктура

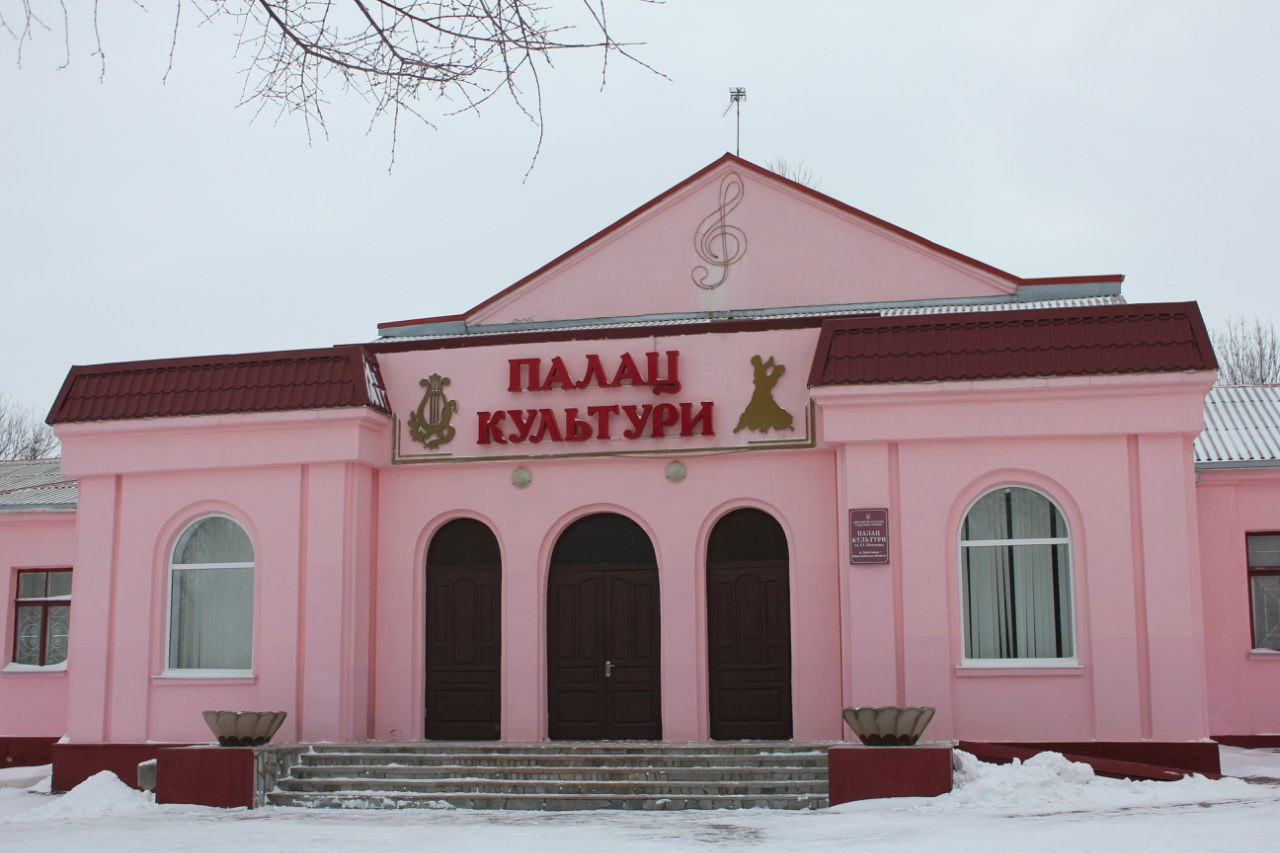
Палац культури

Баштанка поділяється на 5 мікрорайонів. У місті функціонують: дві середні загальноосвітні школи, гімназія, професійний ліцей (колишнє — ПТУ№ 9), Будинок культури, музична школа та краєзнавчий музей.

## Культура
Весільний обряд "Дівування" з міста Баштанка внесено до Національного переліку нематеріальної культурної спадщини України. Традиційно "дівуванням" називають створення випічки різних форм, переважно у вигляді дерева, напередодні весілля. Створене печиво є символом переходу з юнацтва до дорослого життя й отримання статусу родини. Розрізають і роздають весільний хліб лише на другий день святкування. Молода з дружкою зрізують ножицями печиво та пригощають насамперед молодь, а потім інших гостей. Баштанський обряд полягає у створенні підвісної конструкції, на якій розміщене печиво. Його роблять у формі сердечок, бантиків та метеликів, й нанизують на нитки у кілька рядів. Форма нагадує діжку й символізує добре життя молодят. Виготовляють печиво одружені жінки і традиційно випікають його у четвер. Важливим є нагляд, щоб випічка приготувалася, але не підгоріла – щоб життя в молодят було щасливим.

## Релігія
- Церква Покрови Пресвятої Богородиці ПЦУ
- Церква Успіння Пресвятої Богородиці ПЦУ
- Церква Святого Миколая Чудотворця УПЦ МП

## Особистості
Уродженці міста:
- Агеєв Леонід Миколайович — радянський військовий льотчик, Герой Радянського Союзу (1943).
- Амітов Михайло Семенович (1912—1980) — український і російський радянський театральний актор, режисер.
- Бондаренко Іван Антонович — командир 1041-го стрілецького полку 223-ї стрілецької дивізії 57-ї армії 3-го Українського фронту, майор, Герой Радянського Союзу (1944).
- В'язовський Григорій Андрійович - радянський та український літературознавець (1919-1996).
- Гладков Андрій Валерійович (1976—2014) — майор Збройних сил України, учасник російсько-української війни.
- Довженко Григорій Овксентійович — український художник-монументаліст, бойчукіст і живописець. Заслужений художник УРСР (з 1979 року), член Спілки художників України.
- Єрешко Василь Терентійович (1928—2004) — український хлібороб.
- Єсипенко Павло Євменович (1919—2013) — український будівельник і державний діяч.
- Желізний Микола Якович — учасник Другої світової війни, командир батальйону, майор, Герой Радянського Союзу (1945).
- Пацула Сергій Васильович (1984—2017) — солдат Збройних сил України, учасник російсько-української війни.
- Підопригора Світлана Володимирівна (нар. 1978) — українська філологиня.
- Рясик Любов Олексіївна — учителька Баштанської ЗОШ № 1, заслужений вчитель України[17].
- Сокуренко Володимир Сергійович (1984—2023) — молодший сержант Збройних Сил України, учасник російсько-української війни.
- Фощенко Роман Іполитович — український режисер-документаліст.
- Чигрин Семен Лаврентійович (1909—?) — радянський хлібороб, Герой Соціалістичної Праці (нар. 1948).
- Корольов Геннадій Олександрович (нар. 1983) — український учений, історик, доктор історичних наук, асоційований професор Університету Хоккайдо, працівник Інституту історії України НАНУ[18], дослідник Українського наукового інституту Гарвардського університету (США)[19].